# Lidia Babiuch
Lidia Krystyna Babiuch, född 14 januari 1925 i Zagórze, är en polsk infektionsläkare, medicinvetenskaplig professor och organisatör av den första aids-kliniken i Polen. 
Under den nazityska ockupationen av Polen arresterades hon 1943 av Gestapo och vistades till krigsslutet i koncentrationslägret Ravensbrück. Efter kriget återvände Babiuch till Polen där hon tog studentexamen. Hon tog sedan läkarexamen 1955 på Medicinska Akademin i Odessa. 
Babiuch arbetade 1955–1958 som epidemiolog i Warszawa och 1959–68 som assistent på observationsavdelningen på Infektionssjukhus nr 1.  Babiuch arbetade även som assistent på Medicinska Akademin i Warszawa, och 1968–76 som adjunkt på infektionskliniken. Hon blev därefter chef för Kliniken för infektiös hepatologi. År 1986 gav Hälsoministeriet denna klinik uppdraget att kontrollera hiv-smittade. Under 1991 skedde en ombildning till Kliniken för förvärvad immunbrist och kliniken har nu enbart uppdraget att behandla aids och kontrollera hiv-smittade. Professor Lidia Babiuch styrde kliniken till 1995. Från 1976 var hon även vicedirektör, och 1978–1986 direktör för Institutet för infektions- och parasitsjukdomar. 
Lidia Babiuch har gjort ett flertal vetenskapliga utbildningar i bland annat Sverige (1991), Belgien, Nederländerna, Sovjetunionen, Storbritannien, Tyskland, USA och även i Världshälsoorganisationen (WHO) i Österrike. 
Hon är gift med Polens tidigare premiärminister Edward Babiuch.